# Cumières-le-Mort-Homme
Cumières-le-Mort-Homme ist eine französische Gemeinde ohne Einwohner im Département Meuse in der Region Grand Est (bis 2015 Lothringen).

## Geografie
Das Gemeindegebiet liegt an einer Schleife der Maas, etwa zehn Kilometer nordwestlich von Verdun.

## Geschichte

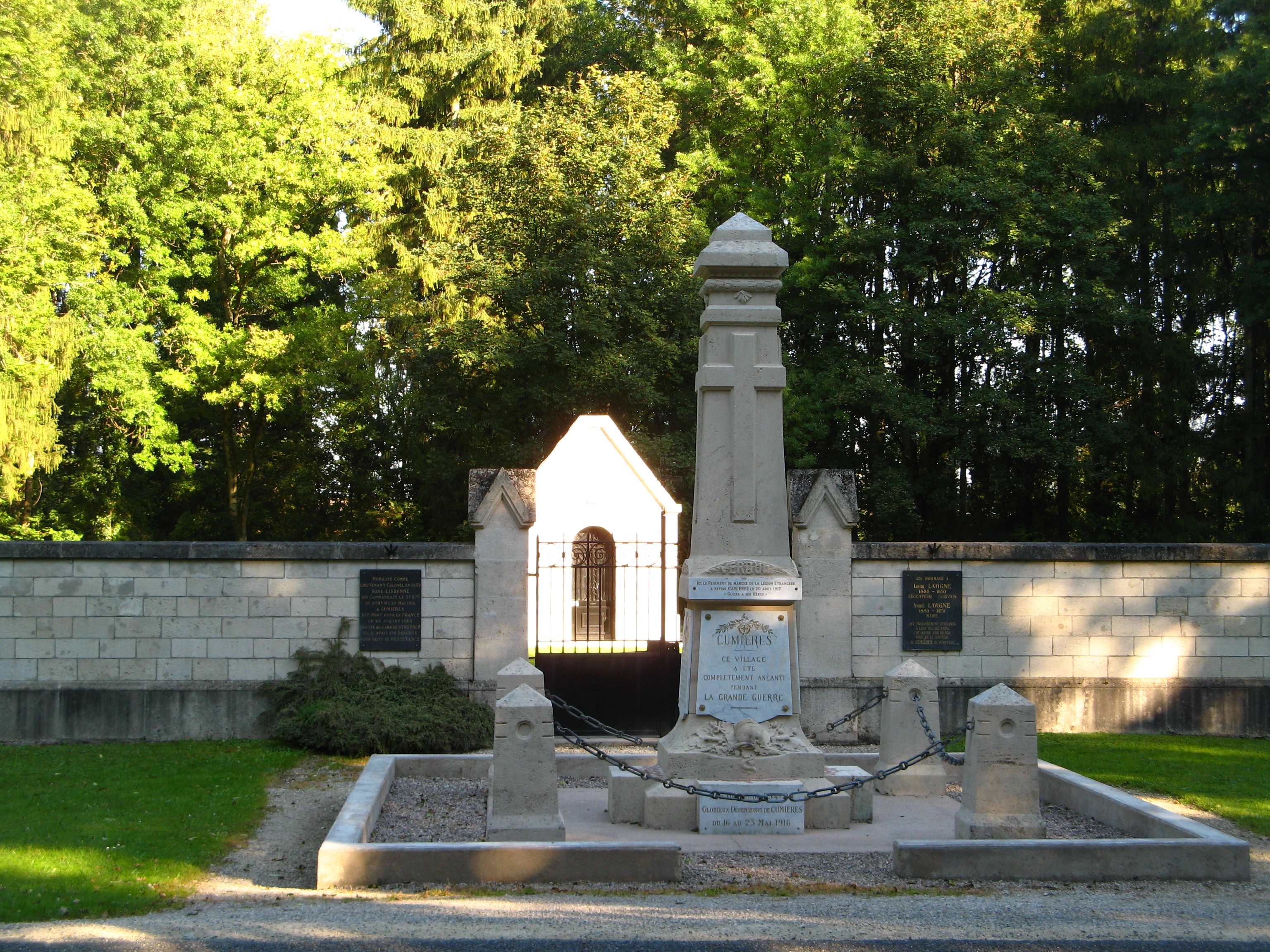
Gefallenendenkmal

Bei Cumières-le-Mort-Homme handelt es sich um eines der neun im Ersten Weltkrieg während der Schlacht um Verdun vollständig zerstörten Dörfer im Département Meuse, die nicht wieder aufgebaut wurden. Nach Einstellung der Feindseligkeiten wurde beschlossen, die Gemeinde zu bewahren, die zum „für Frankreich gefallenen Dorf“ erklärt wurde, in Erinnerung an die dortigen Ereignisse. Hinderungsgründe für die erneute Besiedlung waren auch die Belastung des Bodens mit Blindgängern, Resten von Giftgas, sonstigem Kriegsmaterial und den nicht bestatteten Gefallenen. Heutzutage wird die Gemeinde von einem dreiköpfigen Rat verwaltet: Die drei Personen werden vom Oberhaupt des Départements (dem Präfekten) ernannt. Cumières-le-Mort-Homme liegt abseits der anderen zerstörten Gemeinden nordwestlich von Verdun auf der linken Seite der Maas an der Straße D 123.
Die neun zerstörten Dörfer sind Beaumont, Bezonvaux, Cumières, Douaumont, Fleury, Haumont, Louvemont, Ornes und Vaux.

### Bevölkerungsentwicklung
| Jahr      | 1962 | 1968 | 1975 | 1982 | 1990 | 1999 | 2007 | 2019 |
| Einwohner | 3    | 7    | 4    | 3    | 1    | 0    | 0    | 0    |

## Besonderheiten
- Kronprinztunnel